# Spring Gardens (Teksas)
Spring Gardens je naseljeno mjesto za statističke potrebe u američkoj saveznoj državi Teksas. Prema popisu stanovništva iz 2010. u njemu je živjelo 563 stanovnika.